# Elavenil Valarivan
Elavenil Valarivan (Tamil இளவேனில் வாலறிவன்; * 2. August 1999 in Cuddalore, Tamil Nadu) ist eine indische Sportschützin.

## Leben
Valarivan wuchs in einer akademisch geprägten Familie mit einem älteren Bruder in Ahmedabad im indischen Bundesstaat Gujarat auf. Angeregt von einer Studentin ihres Vaters begann sie 2013 mit dem Sportschießen. Ein Jahr später trat sie der von Gagan Narang geleiteten Schützenakademie Gun For Glory bei. Valarivan bezeichnete Narang als ihren Mentor, der sie maßgeblich in ihrer Karriere beeinflusst und ihr alles über den Schießsport beigebracht habe. 2017 wurde sie in das indische Junioren-Nationalteam aufgenommen und siegte im März 2018 beim Junioren-Weltcup in Sydney mit dem Luftgewehr. Dabei stellte sie in der Qualifikation einen Altersklassen-Weltrekord auf. Als Juniorin feierte sie 2018 und 2019 weitere Erfolge (darunter eine WM-Silbermedaille im September 2018 hinter Shi Mengyao) und startete in der Saison 2019 erstmals im ISSF-Weltcup der Erwachsenen. Sie entschied in dieser Serie zwei von fünf Luftgewehr-Wettkämpfen für sich. Als einzige indische Schützin führte sie am Jahresende die Weltrangliste ihrer Disziplin an.
Die Wettbewerbe der Saison 2020 fielen aufgrund der COVID-19-Pandemie weitgehend aus, sodass Valarivan ihren Status als Nummer eins der Weltrangliste kampflos beibehielt. Im März 2021 gewann sie zusammen mit Divyansh Singh Panwar im Mixed-Luftgewehr-Wettkampf einen weiteren Weltcup. Das Duo wurde kurz darauf für die Olympischen Spiele in Tokio nominiert, für die Valarivan auch einen der zwei indischen Startplätze im 10-Meter-Luftgewehrschießen erhielt. In beiden Wettkämpfen schied sie in der Qualifikation aus und belegte die Plätze 12 (im Mixed) und 16 (im Einzel).
Nach ihrem High-School-Abschluss studierte Valarivan Englische Literatur am zur Gujarat University gehörenden Bhavan’s Sheth R.A. College of Arts and Commerce.